# محمد مبارک
محمد مبارک (انگلیسی: Mohammed Mubarak؛ زادهٔ ۱۱ اوت ۱۹۸۴) یک بازیکن فوتبال اهل قطر است.

## باشگاهی
از باشگاه‌هایی که در آن بازی کرده‌است می‌توان به القطر و تیم ملی فوتبال قطر اشاره کرد.

## تیم ملی
وی همچنین در تیم ملی فوتبال قطر بازی کرده‌است.